# AS Real Bamako
AS Real Bamako is een Malinese voetbalclub die speelt in de Malien Première Division de nationale voetbalcompetitie van Mali.

## Bekende oud-spelers
- Salif Keïta (1963-1967)
- Daouda Diakité (1995-2001)
- Marc Mboua (2002-2004)
- Soumaila Coulibaly (1995-1997)
- Boubacar Koné (2003-2005)

## Erelijst
Landskampioen
- 1969, 1980, 1981, 1983, 1986, 1991

Beker van Mali
- 1962, 1964, 1966, 1967, 1968, 1969, 1980, 1989, 1991